# Wolińska Mielizna

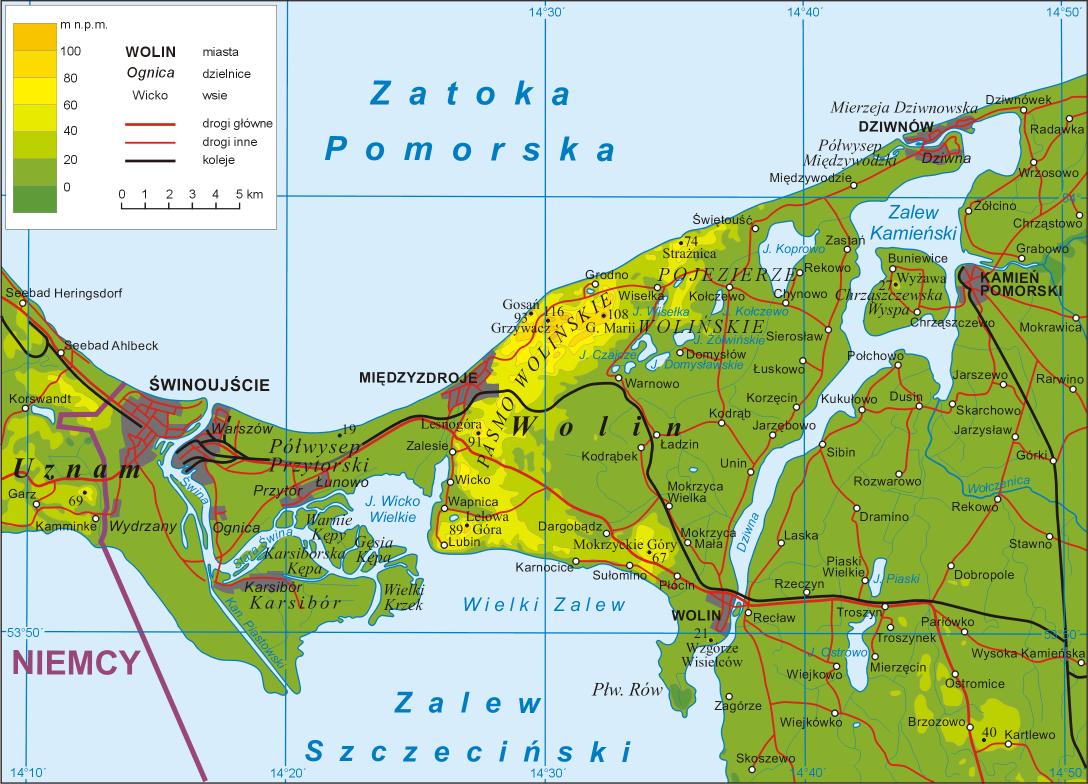
Północna część zalewu i wyspa Wolin

Wolińska Mielizna – mielizna Zalewu Szczecińskiego w jego północno-wschodniej części. Mielizna znajduje się w północnej części zalewu, która ma najbardziej zróżnicowane dno. Wolińska Mielizna ma od 1 do 2,5 km szerokości. Płycizna odchodzi od południowego brzegu środkowej części wyspy Wolin i przebiega łukiem w kierunku Pomorskiej Mielizny na południu. 
Wolińska Mielizna stanowi rozległą ławicę piaskową przy głębokości poniżej 2 m, rozciągającą się na kilka kilometrów na południe Zalewu Szczecińskiego. Wolińską Mieliznę i Krzecki Wyskok (znajdujący się na zachodzie) rozdziela zagłębienie na poziomie od 4 do 6,5 m.
Do 1945 r. stosowano niemiecką nazwę Wolliner Schaar. W 1949 r. ustalono urzędowo polską nazwę Wolińska Mielizna.